# Magaz de Cepeda (kommunhuvudort)
Magaz de Cepeda är en kommunhuvudort i Spanien.   Den ligger i provinsen Provincia de León och regionen Kastilien och Leon, i den nordvästra delen av landet, 300 km nordväst om huvudstaden Madrid. Magaz de Cepeda ligger 896 meter över havet och antalet invånare är 448.
Terrängen runt Magaz de Cepeda är platt åt sydost, men åt nordväst är den kuperad. Magaz de Cepeda ligger nere i en dal. Runt Magaz de Cepeda är det ganska tätbefolkat, med 120 invånare per kvadratkilometer. Närmaste större samhälle är Astorga, 9,1 km söder om Magaz de Cepeda. Trakten runt Magaz de Cepeda består till största delen av jordbruksmark.